# Global Supply Systems
Global Supply Systems (GSS) est une compagnie aérienne cargo britannique basée à l'aéroport de Londres-Stansted qui fournissait des avions cargo dédiés à d'autres compagnies selon le principe du wet lease. La société détenait une licence d’exploitation de type A délivrée par la Civil Aviation Authority du Royaume-Uni, ce qui lui permettait de transporter des passagers, du fret et du courrier sur des appareils de vingt sièges ou plus.

## Histoire

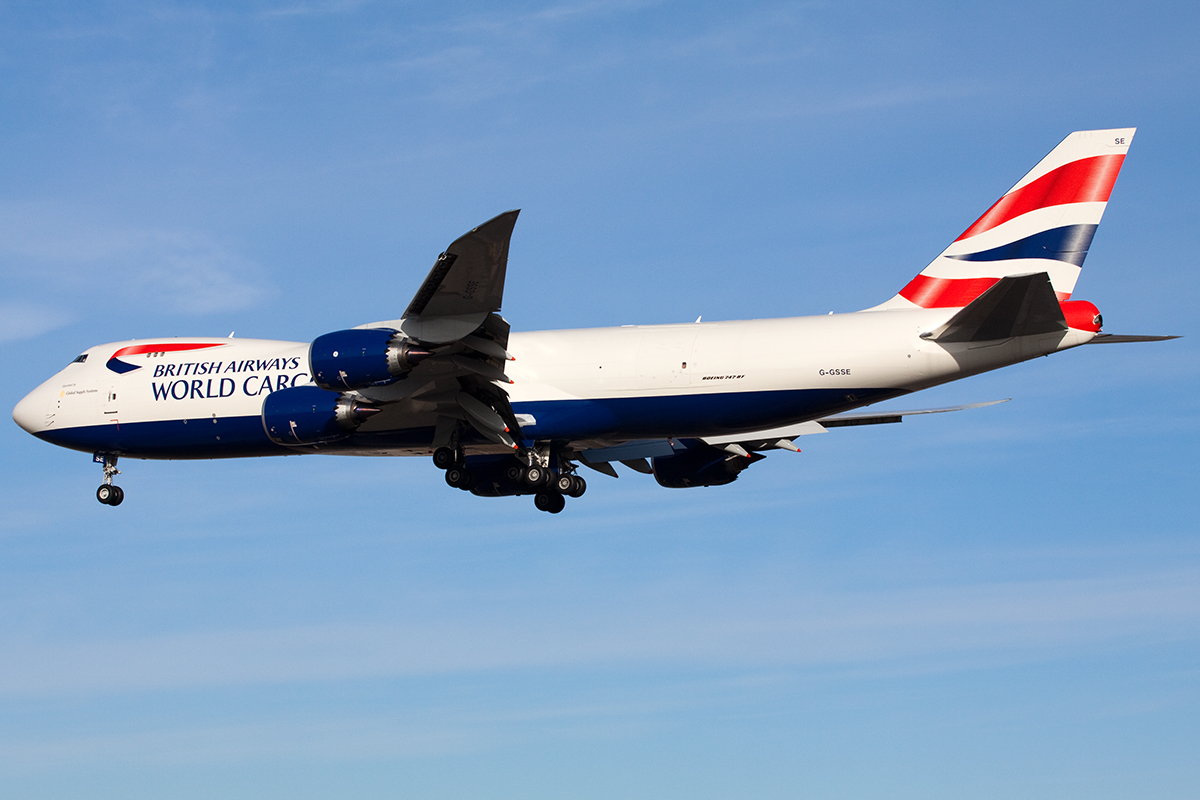
Un Boeing 747-8F de Global Supply Systems exploité pour British Airways World Cargo.

La société a changé de nom pour devenir Global Supply Systems Limited le 31 janvier 2001 et a commencé ses activités le 29 juin 2002. Elle a débuté ses opérations aériennes pour British Airways World Cargo entre Londres-Stansted, Francfort et Hong Kong en utilisant un Boeing 747-400 cargo en dry lease auprès de son partenaire Atlas Air. La société a été fondée par Atlas Air et John Robert Porter, et était détenue majoritairement par des intérêts britanniques (51 %), Atlas Air en détenant 49 %.
En janvier 2014, British Airways World Cargo, principal client de la compagnie, a mis fin à son contrat avec Global Supply Systems, avec effet au 30 avril. GSS n’a pas réussi à trouver un nouveau client et a cessé ses activités plus tard cette même année.
La société a continué à louer en dry lease deux Boeing 777F à une compagnie aérienne cargo internationale.

## Flotte
Global Supply Systems a exploité trois Boeing 747-400F qui ont ensuite été remplacés par trois Boeing 747-8F.